# Xavier Broseta
Pour les articles homonymes, voir Broseta.
Xavier Broseta, né le 1er février 1967 à Savenay, est un ancien directeur des ressources humaines passé par Air France.

## Biographie
Né dans une famille d'enseignants, Xavier Broseta grandit à Haulies dans le département du Gers où son père, Alain Broseta, a été maire de 1983 à 2020. 
Il est un ancien élève de l'ENS de Cachan (1988), de l'IEP de Paris (section Service Public, 1991) et de l'ENA (promotion René-Char, 1995). À sa sortie de l'ENA, il devient administrateur civil.
En 2002, il quitte la fonction publique et rejoint l'entreprise Thalès où il exerce diverses fonctions au sein de la direction des ressources humaines. En 2012, il est nommé directeur général adjoint chargé des ressources humaines et de la politique sociale d’Air France. Il est également membre du comité exécutif.
Le 5 octobre 2015, Xavier Broseta, chahuté par des salariés d'Air France en colère après l'annonce d'un plan de restructuration menaçant 2900 postes au cours du comité central d'entreprise (CCE), a dû fuir torse nu, la chemise en lambeaux, en escaladant un grillage. L’image a fait le tour du monde.
En 2016, il quitte Air France pour le Groupe Bolloré où il travaille jusqu'en 2023. 
Il a été militant au Parti socialiste.